# Pucangrejo (Sawahan)
Pucangrejo is een bestuurslaag in het regentschap Madiun van de provincie Oost-Java, Indonesië. Pucangrejo telt 2289 inwoners (volkstelling 2010).